# Neogobius platyrostris
Neogobius platyrostris is een  straalvinnige vissensoort uit de familie van grondels (Gobiidae). De wetenschappelijke naam van de soort is voor het eerst geldig gepubliceerd in 1814 door Pallas als Gobius platyrostris